# Clidemia divaricata
Clidemia divaricata là một loài thực vật có hoa trong họ Mua. Loài này được (C. Wright ex Griseb.) Cogn. mô tả khoa học đầu tiên năm 1891.